# Final Destination
(Tagline del film)
Final Destination è un film del 2000, diretto da James Wong.
È il primo film del franchise di "Final Destination" prodotto dalla New Line Cinema dedicato alla morte.

## Trama
New York, 13 maggio 2000. Alex Browning è un liceale ansioso e solitario che assieme ai suoi compagni di classe si sta preparando per una gita di 10 giorni a Parigi. Nonostante sia spaventato dall'idea di volare, si fa coraggio e si dirige all'aeroporto, assieme ad altri 39 studenti e a due insegnanti che devono accompagnarli durante la gita. Arrivata l'ora dell'imbarco, Alex e il resto dei viaggiatori salgono e si sistemano sul volo 180: durante le fasi dell’imbarco, Alex cede il suo posto a due compagne di classe, prima di spostarsi vicino all'amico Todd. Pochi minuti dopo un decollo apparentemente normale, i sedili dell'aereo cominciano a vibrare violentemente, e le luci a sfarfallare. Quella che per poco sembra solo una normale turbolenza, ben presto la situazione si aggrava: l'aereo comincia a perdere quota improvvisamente, mentre una fiancata si squarcia, risucchiando vari passeggeri nel vuoto. Tra il panico generale di coloro rimasti ancora a bordo, l'aereo esplode a mezz'aria a causa di alcuni cortocircuiti, uccidendo tutti i presenti.
Alex apre gli occhi scosso, ritrovandosi seduto sul suo sedile originale e pensando quindi di avere solo avuto un incubo. Tuttavia, quando vari dialoghi e anche piccoli particolari e fenomeni cominciano ad avvenire nella vita reale specularmente al suo sogno, lui va nel panico, e cerca di scendere dall'aereo, chiedendo a tutti i passeggeri di seguirlo, dicendo che l'aereo esploderà. Ne segue una rissa tra Alex e il bullo della classe, Carter, a causa della quale vengono fatti scendere dall'aereo, assieme a Todd, Terri, la fidanzata di Carter, la giovane professoressa Valerie Lewton, che si era intromessa per calmare la lite, e altri due studenti: Billy Hitchcock e Clear Rivers. Tutti loro vengono riportati in aeroporto, dove osservano con sconforto il volo 180 partire senza problemi alla volta di Parigi. Poco dopo, però, scoppia un'altra rissa tra Alex e Carter, che viene però interrotta da un enorme boato, che spacca i vetri dell'aeroporto: l'aereo è esploso a mezz'aria proprio come nel sogno di Alex, uccidendo tutti i passeggeri a bordo, compresi il fratello di Todd e il professore di francese. I superstiti, in stato di shock, vengono interrogati dall'FBI, che dopo ad aver saputo della "visione" di Alex sospetta che sia responsabile dell'esplosione dell'aereo. Successivamente vengono tutti mandati a casa. 
Circa un mese dopo l'incidente, nella scuola si tiene un evento di commemorazione per le vittime del disastro: tutti hanno cominciato ad evitare Alex, spaventati poiché aveva previsto ciò che sarebbe successo, tranne la timida e riservata Clear, che invece si mostra riconoscente al ragazzo per averle salvato la vita. Quella stessa sera, però, avviene un avvenimento inspiegabile: Todd, che aveva tenuto un discorso alla commemorazione, muore nel bagno di casa sua a seguito di un'assurda ed imprevedibile catena di incidenti, che lo porta a scivolare e venire soffocato a morte da uno stendino metallico nella sua vasca da bagno. Il ritrovamento del corpo fa pensare ad un suicidio: il padre di Todd accusa Alex, sopraggiunto in quel momento, della perdita dei suoi due figli. Il giorno dopo, Alex si reca a casa di Clear, dopo averla vista la sera prima davanti a casa di Todd, e i due si parlano, conoscendosi e discutendo sulla visione di Alex. Quella notte i due si introducono nell'obitorio per osservare il corpo di Todd, ma vengono scoperti da un misterioso becchino, che parla loro e gli rivela che la morte ha un piano per tutti loro e torna sempre a reclamare la vita di coloro che la ingannano, e che Todd era solo il primo della sua lista. Spaventati, Alex e Clear se ne vanno. Il giorno dopo si ritrovano ad una caffetteria a discutere sul discorso della sera prima e si trovano discordanti su ciò: qui Alex ha la visione di un autobus. Poco dopo vengono per puro caso raggiunti dagli altri superstiti. Tra Alex e Carter inizia un nuovo diverbio, che viene però placato subito da Terri, che rivela di essersi stancata della loro rivalità e di voler andare oltre l'incidente. Tuttavia, indietreggiando verso la strada, viene colpita in pieno da un autobus che passa di lì in quel momento, morendo sul colpo.
Quella sera, Alex, che si rifiuta di parlare con Clear, osservando un notiziario sull'incidente aereo nota che i superstiti del volo stanno morendo nell'esatto ordine in cui sarebbero morti se fossero rimasti sull'aereo, dunque intuisce che la prossima vittima sia la professoressa Lewton, che si sta preparando a traslocare. Si reca dunque a casa sua per avvisarla, ma la professoressa, spaventata, chiama gli agenti che li avevano precedentemente interrogati, che portano via Alex e lo sottopongono ad un nuovo interrogatorio. Lui dunque rivela loro del piano della morte, ma i due agenti, nonostante riconoscano un suo apparente disturbo mentale, lo rilasciano non avendo prove per incriminarlo di nulla. Alex, camminando per strada, capisce da alcuni carboni bruciati che la prossima vittima sarà coinvolta in un incendio, dunque si reca di corsa a casa della Lewton, che nel frattempo si prepara della vodka ghiacciata in una tazza calda, mentre ascolta la musica. Tuttavia, la differenza di temperatura tra la tazza e il liquido fa sì che la prima si crepi accidentalmente. La Lewton fa gocciolare la vodka sul suo computer, che va in cortocircuito ed esplode: un frammento dello schermo si conficca nel suo collo. La professoressa corre in cucina per medicarsi, ma il computer esplode e la scia di vodka lasciata dalla tazza gocciolante prende fuoco incendiando la cucina e buttando a terra la donna. La Lewton cerca di afferrare una pezza per tamponarsi la ferita, ma così facendo fa cadere diversi coltelli affilati, uno dei quali si conficca nel suo petto. Poco dopo, sopraggiunge Alex che cerca di aiutare la professoressa, ma l'esplosione del forno fa sì che una sedia cada spingendo il coltello ancora più in profondità nel petto della Lewton, uccidendola all'istante. Alex riesce ad uscire dalla casa poco prima che esploda, e nel farlo viene notato da Billy. 
Più tardi, Clear dà appuntamento a Carter e Billy alla statua commemorativa, dove rivela loro che Alex conosce l'ordine in cui moriranno. I tre dunque raggiungono Alex: mentre lui e Clear parlano del loro concetto di paradiso, la ragazza gli rivela che suo padre è stato ucciso da un malvivente quando era piccola, e questo ha portato alla rovina della sua famiglia. Poi, saliti in macchina di Carter, hanno una discussione e Alex rivela inconsciamente che Carter è il prossimo a morire. Questi, impazzito dopo la morte di Terri, decide di farla finita con la sua vita per ricongiungersi a lei. Dopo una rocambolesca fuga, durante la quale Alex ha la visione di un treno e di una cintura rotta, Carter si ferma sui binari di un passaggio a livello, con un treno in arrivo. Alex, Clear e Billy scendono dalla macchina: anche Carter si decide a farlo, non volendo davvero morire, tuttavia è bloccato e non può scendere. Alex riesce a tirarlo fuori all'ultimo secondo salvandogli la vita. Pochi istanti dopo, una lamina di ferro, staccatasi dalla macchina di Carter, viene scaraventata in aria dal treno e taglia la testa di Billy, uccidendolo. Alex capisce dunque che, avendo salvato Carter, la morte si è spostata sul suo bersaglio seguente, ovvero Billy, e inoltre capisce di essere il prossimo sulla lista: lui e Clear si separano da Carter prima che arrivi la polizia. 
Nei giorni seguenti Alex, ora ricercato per l'apparente omicidio della Lewton, si nasconde in una casetta isolata appartenente al padre di Clear e sfida la morte cercando di evitare ogni suo tranello mortale. Nel frattempo gli agenti fanno visita a Clear, che, preoccupata per Alex, rivela loro la sua posizione. Quella notte Alex viene colto da un lampo di memoria: mentre nella sua visione originale aveva fatto cambio di posto sull'aereo, non l'aveva fatto nella realtà, dunque il prossimo bersaglio della morte non è lui, ma Clear. Alex esce dalla casa e trova gli agenti ad aspettarlo, ma fugge in barca cercando di raggiungere la casa di Clear. Quest'ultima, rimasta intanto sola, si ritrova in mezzo ad un temporale: un fulmine colpisce un cavo elettrico che cade nel suo giardino. Lei scende per mettere al sicuro il suo cane, ma mentre lo fa la sua piscina si squarcia e l'acqua riversatasi viene a contatto con l'elettricità, rischiando di fulminarla: fortunatamente riesce a mettersi in salvo aggrappandosi ad una parete rampicante della sua casa. Nel mentre Alex, fuggendo dalla polizia nel bosco, rischia di annegare in una pozzanghera quando un grosso albero crolla su di lui, ma riesce a salvarsi e a far perdere le sue tracce. Tuttavia gli agenti intuiscono stia andando a casa di Clear. La ragazza nel frattempo riesce a rientrare in casa attraverso una finestra, ma il cavo entra in contatto col sistema elettrico della sua casa, cominciando a fulminare e fare esplodere ogni elettrodomestico. Clear corre in garage ed accende la sua macchina per andarsene, ma la porta del garage viene danneggiata e una grossa trave precipita sulla macchina rompendola. Poi, anche il cavo cade sulla macchina, bloccando Clear, che se toccasse gli sportelli morirebbe a causa della corrente elettrica. In quel momento sopraggiunge Alex, che usa un bastone per rimuovere il cavo elettrico dal cofano, ma ciò provoca solo una scia di benzina che si accende a causa delle scintille e rischia di far esplodere la macchina. Nonostante le proteste di Clear, Alex decide di sacrificarsi rimuovendo manualmente il cavo dalla macchina per permettere alla ragazza di uscire e salvarsi. Il piano di Alex funziona, ma la macchina esplode, scaraventandolo via e lasciandolo in fin di vita. Poco dopo arrivano Clear e gli agenti, che cercano di rianimarlo.
Sei mesi dopo, viene rivelato che Alex è sopravvissuto e si è ripreso, riuscendo anche a volare fino a Parigi con Clear e Carter per godersi la tanto agognata vacanza. Tuttavia, una notte, mentre i tre sono ad un bar a bere, Alex si rende conto che mentre lui è intervenuto nel destino di Carter e Clear per salvarli nessuno è intervenuto nel suo. Dunque il piano della morte non è ancora concluso ed è ancora il turno di Alex. Infatti, poco dopo, una serie di rocamboleschi incidenti porta alla caduta di un'insegna che penzolando rischia di colpire Alex, che viene però salvato all'ultimo istante da Carter, che lo spinge via. Mentre i due si rendono conto che sono ancora in pericolo e si domandano chi sia il prossimo, l'insegna torna indietro e colpisce Carter in pieno, uccidendolo.

## Accoglienza
Il film, uscito nelle sale il 17 marzo 2000 in Nord America e il 25 agosto dello stesso anno in Italia, ha incassato un totale di 112880294 $ a fronte di un budget di 23 milioni di dollari.

## Riconoscimenti
- 2001 - Saturn Award
  - Miglior film horror
  - Miglior attore emergente a Devon Sawa

## Sequel
Dopo il successo di questo film, la saga proseguì con Final Destination 2 nel 2003, Final Destination 3 nel 2006, The Final Destination 3D nel 2009, Final Destination 5 nel 2011 e Final Destination Bloodlines nel 2025.

## Curiosità
L'incidente aereo avvenuto realmente, il Volo TWA 800, ha ispirato il disastro aereo del volo 180 del film.
Diverse personaggi del film portano il nome di celebri registi, attori e produttori di film horror: Billy Hitchcock prende il nome da Alfred Hitchcock, la famiglia Browning e Tod Waggner da Tod Browning, Larry Murnau è un riferimento a Friedrich Wilhelm Murnau, Blake Dreyer a Carl Theodor Dreyer, Valerie Lewton a Val Lewton, l'agente Schreck a Max Schreck, Terry Chaney a Lon Chaney, Christa Marsh richiama Fredric March, l'agente Weine a Robert Wiene, e George Waggner è direttamente ispirato al produttore dei film horror della Universal George Waggner.

## Slogan promozionali
- «Most people have dreams. For Alex, this is real.»
  - «La maggior parte delle persone ha dei sogni. Per Alex, tutto questo è reale.»
- «No Accidents. No Coincidences. No Escapes. You Can't Cheat Death.»
  - «Nessun incidente. Nessuna coincidenza. Nessuna via di fuga. Non si può ingannare la Morte.»
- «Death Doesn't Take No For An Answer.»
  - «La morte non accetta un No come risposta.»
- «Can You Cheat Death?»
  - «Puoi ingannare la Morte?»
- «Death is coming.»
  - «La Morte sta arrivando.»
- «Next stop, it's you…»
  - «Prossima fermata, Tu…»